# Pietrycze (przystanek kolejowy)
Pietrycze (ukr. Петричі, ros. Петричи) – przystanek kolejowy w pobliżu miejscowości Pietrycze, w rejonie złoczowskim, w obwodzie lwowskim, na Ukrainie, w pobliżu mostu na Bugu.